# Monte Nudo
Il Monte Nudo (Biota in lombardo occidentale) è una montagna delle Alpi, facente parte delle Prealpi Luganesi. È interamente compresa nel territorio della Provincia di Varese, in Lombardia.

## Descrizione

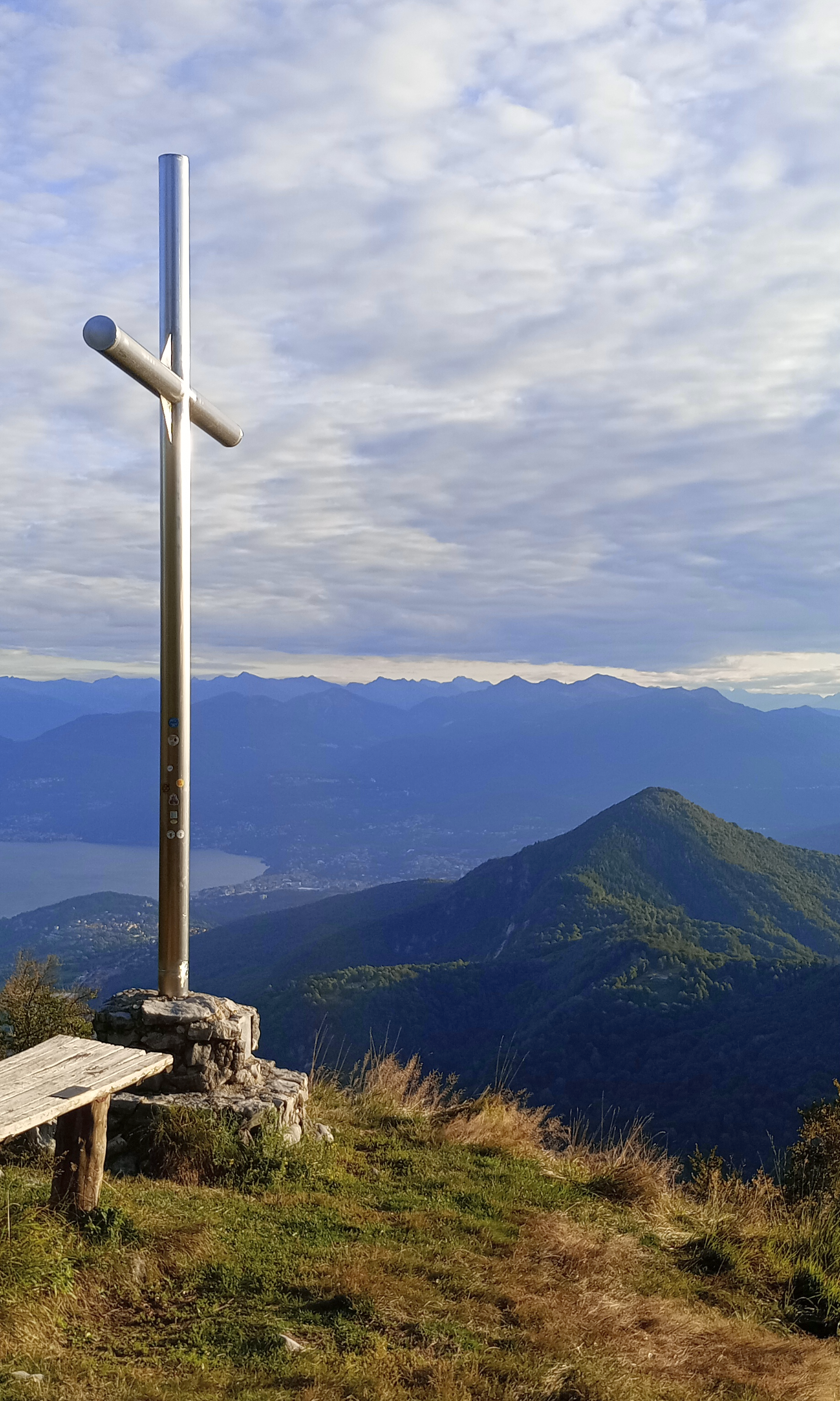
La croce di vetta

Domina il paesaggio del territorio della Valtravaglia e della Valcuvia, e coi suoi 1.237 m s.l.m. rappresenta la maggiore vetta della zona. Dalla cima si gode di una ampio panorama, in particolare sul Lago Maggiore e sulla Valcuvia. Nei pressi del punto culminate nel 1998 è stata installata una croce di vetta metallica, visitata ogni anno da un gruppo di escursionisti che assistono alla celebrazione di una messa.

## Toponimo
Il nome attuale, traduzione italiana dal lombardo biota (nuda, spoglia), è dovuto al fatto che fino agli anni settanta la cima del monte era completamente priva di vegetazione arborea.

## Accesso alla vetta
La vetta del Monte Nudo può essere raggiunta a piedi seguendo una mulattiera a partire dal Passo del Cuvignone. La zona è anche frequentata dagli appassionati di parapendio e deltaplano, che utilizzano alcuni punti particolarmente favorevoli per il decollo.

## Galleria d'immagini

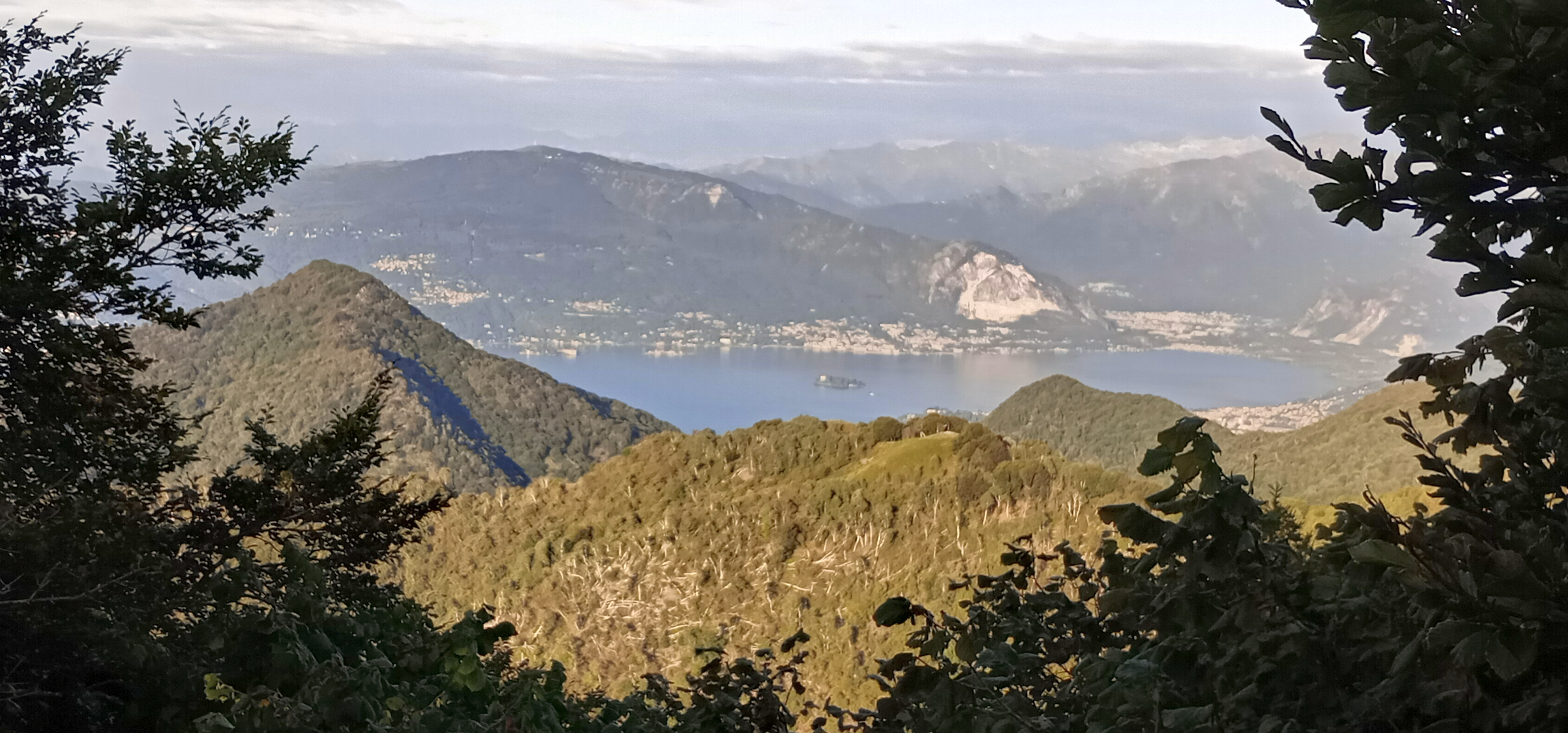
Vista verso il Lago Maggiore con il Sasso del Ferro e il Mottarone
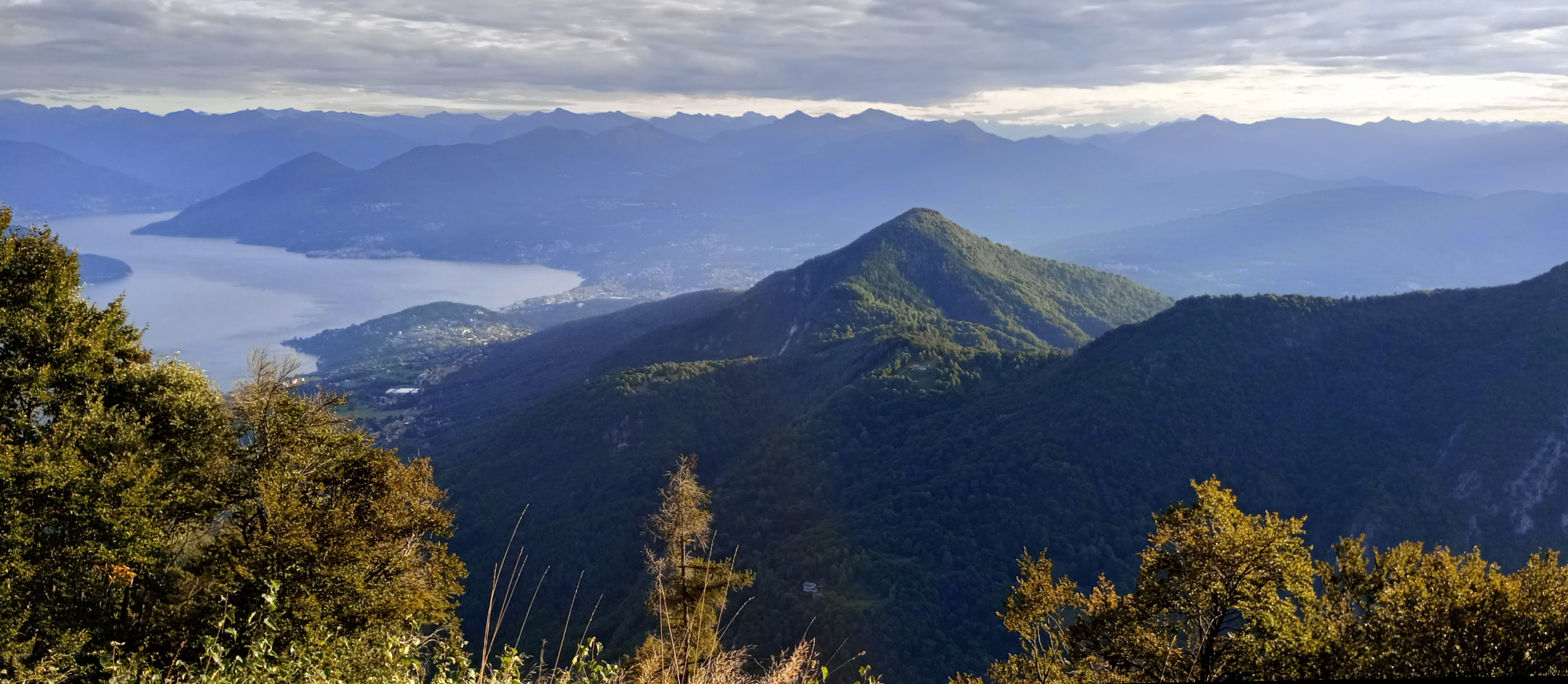
Vista dalla croce di vetta